# Чернихув (гмина, Живецкий повет)
Чернихув (пол. Czernichów) — сельская гмина (волость) в Польше, входит как административная единица в Живецкий повет, Силезское воеводство. Население — 6483 человека (на 2004 год).

## Демография
Данные по переписи 2004 года:
| Перепись                       | Всего   | Всего | Женщины | Женщины | Мужчины | Мужчины |
| ------------------------------ | ------- | ----- | ------- | ------- | ------- | ------- |
| Единицы                        | человек | %     | человек | %       | человек | %       |
| Население                      | 6483    | 100   | 3320    | 51,2    | 3163    | 48,8    |
| Плотность населения (чел./км²) | 115,2   | 115,2 | 59      | 59      | 56,2    | 56,2    |

## Соседние гмины
1. Бельско-Бяла
2. Гмина Козы
3. Гмина Ленкавица
4. Гмина Лодыговице
5. Гмина Поромбка
6. Гмина Вильковице
7. Живец